# NGC 906
NGC 906 é uma galáxia espiral barrada (SBab) localizada na direcção da constelação de Andromeda. Possui uma declinação de +42° 05' 25" e uma ascensão recta de 2 horas, 25 minutos e 16,2 segundos.
A galáxia NGC 906 foi descoberta em 30 de Outubro de 1878 por Édouard Jean-Marie Stephan.